# 普兰肯瓦特附近圣奥斯瓦尔德
普兰肯瓦特附近圣奥斯瓦尔德是奥地利施蒂利亚州格拉茨城郊县的一个市镇。总面积11.75平方公里，总人口1151人，人口密度98.0人/平方公里（2005年）。